# Zakariya Gouram
Zakariya Gouram est un acteur et metteur en scène français.

## Biographie
Zakariya Gouram suit les cours de l’École du Passage avec Niels Arestrup, Josiane Stoleru, Jerzy Klezyk, Paul Golub et Gilles Galliot. Il intègre ensuite l’ENSATT de la rue Blanche à Paris, où il se forme auprès de Jacques Kraemer, Geneviève Rosset, France Rousselle, Xavier Marcheski et Gérard Lartigau. Il parfait sa formation en travaillant avec Madeleine Marion, Ariane Mnouchkine, Élisabeth Chailloux et le Tg STAN. Il a par ailleurs animé divers stages sur Richard III de Shakespeare, Because You’re Mine de David Keen et Une vie bouleversée d’Etty Hillesum.
Depuis 1991, Zakariya Gouram mène, en parallèle à son travail de comédien, un travail de recherche sur l’art de la mise en scène, de l’acteur et de l’interprétation au sein de la compagnie R.I.D.E.A.U. jusqu’en 1996, puis avec sa propre compagnie, Sacré Théâtre, fondée l’année suivante avec Leila Adham, en résidence au Théâtre Rutebeuf de Clichy.
Il s'est surtout fait connaître du grand public depuis qu'il a tourné  dans une dizaine d'épisodes et dans plusieurs saisons de la série télévisée Fais pas ci, fais pas ça diffusée sur la chaîne de télévision française France 2, dans le rôle de Malik Benhassi, le patron de l'entreprise Les Robinets Binet, et donc le supérieur de Renaud Lepic.

## Filmographie

### Cinéma

#### Longs métrages
- 1994 : Killer kid de Gilles de Maistre, dans le rôle de : Hassan
- 1998 : Zonzon de Laurent Bouhnik, dans le rôle de  : Rachid
- 1998 : Plus qu'hier, moins que demain, de Laurent Achard, dans le rôle de : Karim
- 2000 : La Squale de Fabrice Genestal, dans le rôle de : Redouane
- 2003 : Tariq El Hob réalisé par Rémi Lange
- 2003 : Le Boulet de Alain Berbérian et Frédéric Forestier
- 2004 : Tout le plaisir est pour moi de Isabelle Broué
- 2004 : Avant l'oubli de Augustin Burger, dans le rôle de : Salah
- 2005 : Avant qu'il ne soit trop tard de Laurent Dussaux
- 2006 : Comme tout le monde de Pierre-Paul Renders, dans le rôle de  : Kader
- 2007 : Eden Log de Franck Vestiel, dans le rôle de l'un des gardiens
- 2010 : Le Nom des gens de Michel Leclerc, dans le rôle de : Hassan Hassini
- 2011 : Les Hommes libres de Ismaël Ferroukhi, dans le rôle de : Omar
- 2011 : Queen of Montreuil de Sólveig Anspach, dans le rôle de : Selim Loubna
- 2015 : Night Fare de Julien Seri : Detox
- 2017 : Aurore de Blandine Lenoir.
- 2017 : Sparring de Samuel Jouy
- 2021 : Les Choses humaines de Yvan Attal
- 2021 : La Menace (L'Homme de la cave ) de Philippe Le Guay

#### Courts métrages
- 1995 Oui de Pascal Pérennès
- 2000 Le Mariage en papier de Stéphanie Duvivier, dans le rôle de Salim
- 2000 L'horizon perdu de Laïla Marrakchi
- 2000 À corps perdu de Isabelle Broué (sélectionné par la Quinzaine des réalisateurs) à Cannes
- 2001 Entre 4 murs de Julie Bonan
- 2002 Cadeau, de Marc Salmon, dans le rôle du journaliste
- 2003 Concours de circonstances de Mabrouk El Mechri
- 2007 Abattoir de Didier Blasco, dans le rôle de Samir
- 2007 Bonne nuit Malik de Bruno Danan, dans le rôle de  Malik
- 2008 Scénarios contre les discriminations (série), épisode Bien dans ma peau (Cure bien-être) de Blandine Lenoir
- 2010 Sortie de route de Jonathan Hazan, dans le rôle de Saïd
- 2011 La Part de Franck  de Dominique Baumard, dans le rôle de Tarek

### Télévision

#### Téléfilms
- 2001 La baie de l'archange de David Delrieux dans le rôle de Youssef fils
- 2001 De toute urgence réalisé par Philippe Triboit, dans le rôle de Karim
- 2001 L'Algérie des chimères réalisé par François Luciani, dans le rôle de Aïssa à l'âge de 20 ans
- 2006 Le Doux Pays de mon enfance dans le rôle de l'interprète
- 2008 Sa raison d'être réalisé par Renaud Bertrand
- 2008 L'Affaire Ben Barka -  dans le rôle de Abdelkader
- 2010 Vieilles Canailles réalisé par Arnaud Sélignac dans le rôle de Moreau
- 2010 L'Infiltré réalisé par Giacomo Battiato dans le rôle de Mohammad
- 2012 Jeux dangereux de Régis Musset dans le rôle de Lieutenant Boumedjane
- 2017 Box 27 de  Arnaud Sélignac
- 2023 : Droit de regard de Julie Manoukian : Maître Guilain

#### Séries télévisées
- 1992 La guerre blanche réalisé par Pedro Maso, dans le rôle de Laurence
- 1999 Avocats et Associés réalisé par Philippe Triboit, dans le rôle de l'avocat, maître Rachid El Kayem, Saison 2, épisode 3 : Duel au Palais
- 2000 Un flic nommé Lecoeur réalisé par  Jean-Yves Pitoun
- 2000 Avocats et Associés réalisé par Denis Amar, dans le rôle de l'avocat, maître Rachid El Kayem, Saison 3, épisode 5 : Les tensions durent
- 2002 Duelles réalisé par Laurence Katrian, dans le rôle de Isham Laïrbi, Saison 2, épisode 4 : Secret de famille
- 2002 Alice Nevers, le juge est une femme réalisé par Charlotte Brandström, dans le rôle de Rachid, Saison 1, épisode 17 : L'ami d'enfance
- 2003 Les grands frères, l'amour impossible réalisé par Henri Helman, dans le rôle de Kader
- 2006 Enquêtes privées réalisé par Philippe Lefebvre
- 2010 Fais pas ci, fais pas ça réalisé par Laurent Dussaux - Saison 3 Épisodes 1 - 3 - 7 - 8  dans le rôle de Malek Benhassi, le patron de Renaud Lepic
- 2011 Un flic, réalisé par Patrick Dewolf - Saison 6 Épisode : 1 La veuve noire
- 2011 Fais pas ci, fais pas ça réalisé par Laurent Dussaux - Saison 4 Épisode 7  dans le rôle de Malek Benhassi, le patron de Renaud Lepic
- 2012 Boulevard du Palais réalisé par Christian Bonnet, dans le rôle du Brigadier Moreau
- 2012 Fais pas ci, fais pas ça réalisé par Laurent Dussaux - Saison 5 Épisodes 2 - 4 - 7 dans le rôle de Malek Benhassi, le patron de Renaud Lepic
- 2013 Julie Lescaut réalisé par René Manzor - Saison 22 Épisode 2 : L'ami perdu
- 2016 Braquo réalisé Xavier Palud.

## Théâtre

### Comédien
1991 à 1993 :
- Cendrillon de J. Plowaki, mise en scène : Florence Haziot
- Les trois principes de Olivier Lorelle, mise en scène : Michel Sidoroff pour France Culture
- La veuve de Corneille, mise en scène : France Rousselle
- L’Oiseau vert de Carlo Gozzi, mise en scène : Xavier Marcheski
- Britannicus de Jean Racine, mise en scène : Xavier Marcheski
- Toi et tes nuages de Eric Westphal, mise en scène : Gérard Lartigau
- Musiques de placard, Les Diablogues de Roland Dubillard, mise en scène : Michael Drai
- Britannicus de Jean Racine, mise en scène : Xavier Marcheski
- Extérieur vie de Madeleine Laïk, mise en scène : Jacques Kraemer aux Rencontres d'été de la Chartreuse à Villeneuve-lès-Avignon
- Le délinquant de Louis Calaferte, mise en scène : Jacques Kraemer
- Cabeza de Vaca de Bruno Castan, mise en scène : Jacques Kraemer aux Rencontres d'été de la Chartreuse à Villeneuve-lès-Avignon
- Le Dialogues à perte d'amour d'Yves-Fabrice Lebeau, mise en scène : Geneviève Rosset
- 1995 : Ni bon ni méchant de Fassbinder[3]. Mise en scène : Jacques Oursin. Théâtre Lucien Paye à Paris.
- 1995 : Corps de Adel Hakim, Théâtre des Quartiers d'Ivry, mise en scène : Quentin Baillot.
- 1995 : Les Innocents d'après des textes de Jules Valles, mise en scène : Marianne Clévy
- 1996 : Bal-Trap de Xavier Durringer, mise en scène ; Emmanuel Oger
- 1998 : Peines d'amour perdues de William Shakespeare, mise en scène : Simon Abkarian. Théâtre de l'Épée de Bois (Paris)
- 1997 : Still Life d'Emily Mann, mise en scène : Christiane Cohendy. Festival d'Avignon (Production Adami)
- 2002 : Le Collier d'Hélène de Carole Fréchette (lecture), au Théâtre de l'Île de Sournies
- 2002 : La Tectonique des nuages de José Rivera, mise en scène : Marion Bierry. Théâtre de Poche Montparnasse
- 2003 : Sallinger de Bernard-Marie Koltès, mise en scène : Élisabeth Chailloux, Théâtre des Quartiers d’Ivry
- 2003 : Othello de Shakespeare, mise en scène : Gaëtan Kondzot, Théâtre de la Bastille
- 2004 : Une virée d’Aziz Chouaki mise en scène : Jean-Louis Martinelli. Théâtre des Amandiers de Nanterre
- 2005 : Exécuteur 14 d’Adel Hakim, mise en scène Quentin Baillot
- 2006 : Bérénice de Jean Racine mise en scène : Jean-Louis Martinelli.  Théâtre des Amandiers de Nanterre
- 2007 : Kliniken de Lars Norén, mise en scène : Jean-Louis Martinelli. Théâtre des Amandiers de Nanterre
- 2009 : Les fiancés de Loches de Georges Feydeau, mise en scène :  Jean-Louis Martinelli. Théâtre des Amandiers de Nanterre. Sorti en DVD [4]
- 2009 : Manuel sur scène  d’Álvaro García de Zúñiga, conception Arnaud Churin, performance. Au Festival de la poésie sonore. Maison de la Poésie à Paris
- 2010 : Alger 1962 de Mohamed Kacimi, mise en scène : Valérie Grail, dans le rôle de le rôle de Gharib l’exilé. La Minoterie
- 2012 : Invasion! de Jonas Hassen Khemiri, mise en scène : Michel Didym. Au Théâtre Varia à Bruxelles [5]
- 2013 : Au jour le jour, Renoir 1939 inspirée de La Règle du jeu de Jean Renoir, montée par Benoît Giros, dans le rôle du châtelain.  Nouveau théâtre de Montreuil
- 2017: Vertiges de  et mise en scène par Nasser Djemaï.
- 2019:Ils n'avaient pas prévu qu'on allait gagner de Christine Citti mise en scène  Jean-Louis Martinelli

### Metteur en scène
- 2005 : La Cage aux blondes, co-metteur en scène avec Pierre Maillet, et Oliva Grandville. Au théâtre de Chaillot à Paris. « Les tableaux s’enchaînent et s’enchevêtrent de manière assez imprévisible. Il y a cependant, derrière tout cela, un véritable équilibre, dû probablement à une recherche théâtrale assez réfléchie. Cette recherche est discrète mais diablement présente. »[6]
- 2008 : Médée de Sénèque, au Théâtre des Amandiers à Nanterre[7].  Avec : Marie Payen, Martine Vandeville, Laurent Bur, Jauris Casanova, Étienne Fague. "Surtout ne pas rater le début, car il est sidérant de beauté le corps à demi nu d'une femme ou plutôt d'une géante  tant elle semble proche, se contorsionne en proie à ses tourments.“ [8]
- 2019 : Noces de corail de Laure Loaëc co-mise en scène Frederic Thibault,

Et aussi :
- La Symphonietta de Jean-Luc Tardieu
- Ruy Blas de Victor Hugo
- Liolà de Pirandello
- Prométhée enchaîné d’Eschyle
- Grand-peur et misère du IIIe Reich de Bertolt Brecht
- L’Ours d’Anton Tchekhov
- Show's vues
- Bob Brousellio ou la dérision de l'enseignement théâtral
- Instants de métro

### Auteur
- Show's vues
- Bob Brousellio ou la dérision de l'enseignement théâtral
- Instants de métro

## Distinctions
- 1997 : Talents Cannes avec Jérôme Enrico (Adami)
- 2000 :  nomination au Prix Michel Simon pour Plus qu'hier moins que demain
- 2001 : Grand Prix d’Interprétation au Festival international du court métrage de Clermont-Ferrand pour Le Mariage en papier de Stéphanie Duvivier
- 2008 : Prix du Souffleur pour le Meilleur acteur dans la pièce Othello de Shakespeare (mise en scène Gaëtan Kondzot)